# جامع البشورة
جامع الباشورة، ولُقّب سابقا بمسجد ابن شجاع، يقع في دمشق، هو أحد المساجد الّتي بُنيت في عهد السّلطان نور الدّين الشّهيد عام 560 هـ. ويعود اسم الجامع إلى المكان الموجود فيه «الباشورة»، وهي عبارة عن سوق صغيرة داخل السّور بجانب «الباب الصّغير».
يقع الجامع بجانب «الباب الصّغير» ملاصقّا من الخارج سور دمشق في طرف السّور الجنوبيّ للمدينة، في منطقة «الشّاغور جواني»

## التّسمية
الباشورة تعني الطّريق المتعرّجة والمنعطفة، حيث ظهر هذا النّوع من التّخطيط زمن نور الدّين زنكي، فهو أحد أهمّ المساجد الّتي بُنيت في عهد السّلطان نور الدّين. وسُمِّي المسجد "مسجد الباشورة" لوقوعه عند الباب الصّغير لسور دمشق حيث كان يوجد "الباشورة". والباشورة هو اسم يُطلق على تصميم خاصّ بمداخل الأسوار والقلاع، يتمثّل في بناء جدار يواجه الدّاخل مباشرة، ممّا يفرض على الدّاخلين الانعطاف يمينًا أو يسارًا عبر ممرّات ضيّقة. الهدف من هذا التّصميم كان إعاقة تقدّم المهاجمين وجعل دكّ البوّابات أمرًا مستحيلًا. 

## تاريخ الجامع
يُعدّ الجامع مثالًا على العمارة الإسلاميّة،  حيث كانت حلقات الذّكر ودروس الفقه  تقام فيه منذ القرن السّادس الهجريّ في الأيّام النّوريّة والصّلاحيّة والعادليّة، وللمسجد وقف وإمام ومؤذّن.
جُدّد بابه زمن الأيّوبيّين، وسُمّيت مقبرة الحيّ باسم الحيّ نفسه «مقبرة الباب الصّغير»، وإلى الجانب الشّمالي الشّرقي من الباب الصّغير «مَحِلّة (الباشورة)» الّتي ميّزت جامع الباشورة الذي سمّي باسمها.
له منارة خُربت، وله بئر وعلى بابه مَطهرة، وقد قامت دائرة الأوقاف الإسلاميّة بتجديد البئر مع المئذنة سنة 1341 للهجرة الموافق 1922م، كما هو مكتوب على الباب القبليّ من الدّاخل. 

## الوصف المعماريّ
يوجد له صحنٌ مفروش بالحجارة السّوداء والبيضاء، وفي الجهة الغربيّة من الصّحن رواقٌ يقوم على عمود ضخم، أمّا الجهة القبليّة فلها شبّاكان يُطلّان على الصّحن، وفيهما محرابٌ حجريّ حديث ومنبرٌ خشبيّ تمّ تجديده مؤخّرًا.
المحراب المجدّد من الرّخام يحتوي على حنية نصف دائريّة تعلوها طاسة بعقد مدبّب، ويستند إلى عمودين أسطوانيّين مدمجين ذوي قاعدتين وتاجين مقرنصين. أمّا المنبر الخشبيّ الّذي تمّ طلاؤه حديثًا باللّون الأبيض، فيوجد في الزّاوية الجنوبيّة الشّرقيّة. يحتوي على مدخل مزخرف بزخارف هندسيّة، ويصعد إليه عبر درجات تؤدّي إلى جلسة الخطيب الّتي تحيط بها سويريات أسطوانيّة تحمل أربعة عقود خماسيّة الفصوص.
مئذنته حجريّة ذات جذع مثمّن مبنيّة على الطّراز المملوكيّ والعثمانيّ، وهي قصيرة الارتفاع، بها شرفة خشبيّة وحيدة مثمّنة الأضلاع، وهذه المئذنة جُدّدت أكثر من مرّة خلال العهود المتلاحقة حتّى وصلتنا بالشّكل الّذي نراه اليوم.
على عتبة باب المسجد يوجد لوحة جداريّة كتب عليها: ﴿إِنَّمَا يَعْمُرُ مَسَاجِدَ اللَّهِ مَنْ آمَنَ بِاللَّهِ وَالْيَوْمِ الآخِرِ﴾ (التّوبة:18). 

## واجهات المسجد

### الواجهة الغربيّة
المدخل يقع في الواجهة الغربيّة للمسجد، ويغطّيها الدّكاكين والجوار. المدخل مستطيل ويعلوه ساكف مستقيم يليه عقد عاتق تعلوه حشوة دائريّة بلقاء تحتوي على قمريّة. يعلو المدخل عقد مدبّب من الحجر الأبلق ذي اللّونين السّمّاقيّ والطّحينيّ، وتستند رجلاه إلى صفّين من المقرنصات. تحيط بالمدخل دعامتان حجريّتان بارزتان تنتهيان بمقرنصات، ويحصر بينها مدماك حجريّ منقوش عليه آية من القرآن: ﴿الَّذِينَ يُؤْمِنُونَ بِالْغَيْبِ وَيُقِيمُونَ الصَّلاَةَ وَمِمَّا رَزَقْنَاهُمْ يُنْفِقُونَ﴾(البقرة:3). يعلو المدخل إفريز حجريّ يرتفع بارتفاع واجهة المدخل. المدخل يحتوي على باب خشبيّ مزخرف بزخارف هندسيّة، ويفتح على دهليز طويل.

### الواجهة الجنوبيّة
واجهة الصّحن الجنوبيّة متناظرة ومبنيّة من مداميك الحجر الكلسيّ. ينصّفها مدخل الحرم المستطيل والمعقود بعقد حجريّ ذي صنجات بلقاء، تعلوه حشوة مستديرة بلقاء تحتوي على قمريّة. المدخل موضوع ضمن قوصرة بسيطة معقودة بعقد مدبّب من الحجر الأبلق، يرتكز على دعامتين تنتهيان بمقرنصات. يعلو المدخل لوحة كتابيّة منقوشة فيها الآية: ﴿وأَنَّ الْمَسَاجِدَ للهِ فَلاَ تَدْعُوا مَعَ اللهِ أَحَدًا﴾ (الجنّ:18). وتؤطّر هذه الكتلة دعامتان حجريّتان تعلوها المقرنصات وإفريز حجريّ الجوانب تحتوي على قوصرتين معقودتين بعقد مرتفع مدبّب، وفي كلّ قوصرة يوجد شبّاك طويل معقود بعقد مدبّب.

### الواجهة الشّرقية
الواجهة الشّرقيّة تحتوي على دعامتين وثلاثة شبابيك خشبيّة معقودة بعقد مدبّب. الشّبابيك موزّعة بشكل متناظر.

### الواجهة الشّماليّة
الواجهة الشّمالية تحتوي على درج خشبيّ في زاويتها الغربيّة، يُصعد به إلى السّدّة الخشبيّة المستحدثة الّتي تستند إلى جسور خشبيّة محمولة على الجدارين الشّرقي والغربيّ. السّدّة محاطة بعمودين خشبيّين مربّعين في وسطها، ولها درابزين خشبيّ مشبك. السّدّة مطليّة باللّون الأبيض. 